# John F. Kennedy Jr.
John Fitzgerald Kennedy Jr. (Washington D. C., 25 de noviembre de 1960-océano Atlántico, frente a la costa de Martha's Vineyard, 16 de julio de 1999), a menudo conocido como JFK Jr., fue un abogado, periodista y editor de revistas estadounidense, hijo del 35° presidente de los Estados Unidos, John F. Kennedy y de la primera dama Jacqueline Kennedy, y hermano menor de Caroline Kennedy. Tres días después del asesinato de su padre, hizo un saludo final durante el cortejo fúnebre en su tercer cumpleaños.

## Biografía

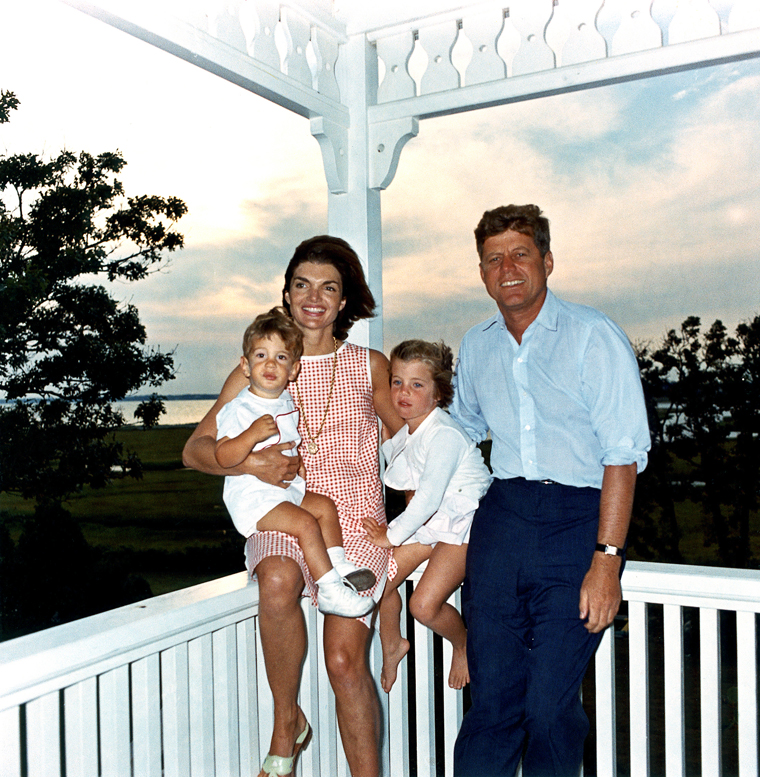
John F. Kennedy con su esposa Jacqueline y sus hijos, John Jr. y Caroline (1962).

John Fitzgerald Kennedy Jr. nació por cesárea en el Hospital Universitario de Georgetown (ahora MedStar Hospital Universitario de Georgetown) en Washington D. C. el 25 de noviembre de 1960, dos semanas después de que su padre, el senador de Massachusetts John F. Kennedy, fuese elegido como el 35.º presidente de los Estados Unidos y estuvo en el ojo público desde su infancia. Vivió sus primeros tres años de vida en la Casa Blanca y bajo la mirada atenta de los medios de comunicación, hasta que su padre fue asesinado tres días antes de su tercer cumpleaños. El saludo militar que el pequeño John realizó ante el ataúd de su padre durante la procesión fúnebre se convirtió en una imagen icónica de los años 60.

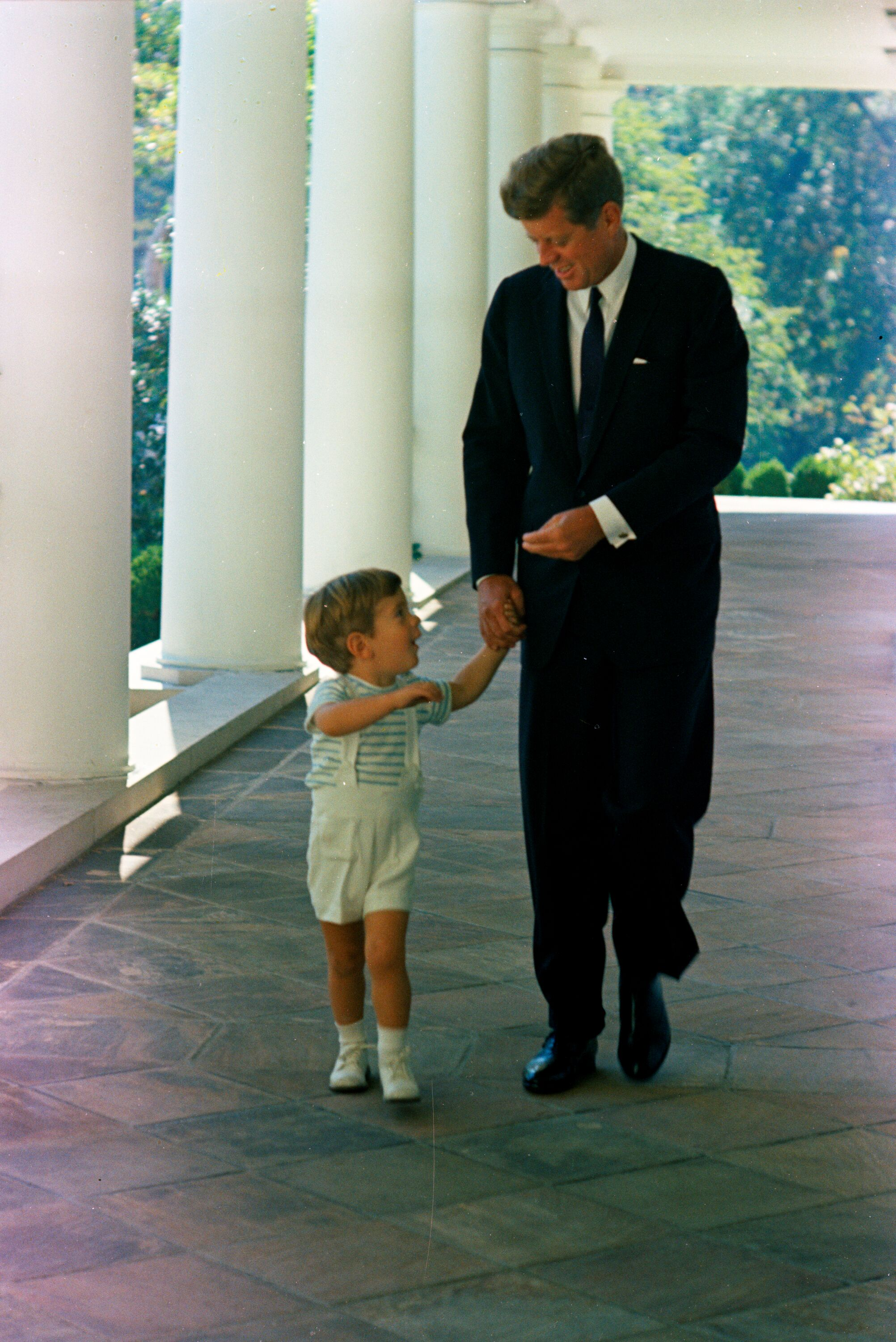
El presidente junto a su hijo John Jr. en un pasillo de la Casa Blanca, el 10 de octubre de 1963, 41 días antes del asesinato del presidente.

Creció en el lado noroeste de Manhattan (Nueva York), donde continuó siendo reconocido y fotografiado por la gente, que afectuosamente le apodó John-John —mote que nunca utilizó ningún familiar—. Su figura paterna fue su tío Robert, que cuidó de Jackie, Caroline y de él, aunque su madre se casó en segundas nupcias con el magnate griego Aristóteles Onassis en 1968 (mismo año en que Robert fue asesinado).
Estudió en el neoyorquino Collegiate School, pero acabó egresando en el instituto Phillips Academy y se matriculó en la Universidad de Brown, donde se graduó en Historia (1993). Allí fue miembro de la fraternidad Phi Psi y obtuvo su Juris Doctor en 1989 (reprobó el examen dos ocasiones antes de aprobarlo en su tercer intento).
Desde los años 80 hasta su muerte, Kennedy fue una de las personas más vistas y fotografiadas en Manhattan. Se casó con Carolyn Bessette el 21 de septiembre de 1996 en Cumberland Island (Georgia). Murió a los 38 años en un accidente aéreo acaecido el 16 de julio de 1999, en el cual también murieron su mujer (33 años) y su cuñada Lauren (34 años). Su trágica y prematura muerte, justo cuando pensaba entrar en la arena política como senador demócrata por Nueva York, no hizo más que reforzar el mito de la maldición que ha enlutado a los Kennedy durante generaciones.

## Carrera
Dio una Conferencia Nacional Democrática de 1988 en Atlanta, Georgia. Fue abogado auxiliar de distrito en Nueva York de 1989 hasta 1993. En 1995 fundó George, una revista mensual sobre la "política como forma de vida". La revista cesó su publicación poco después de su muerte.

## Muerte

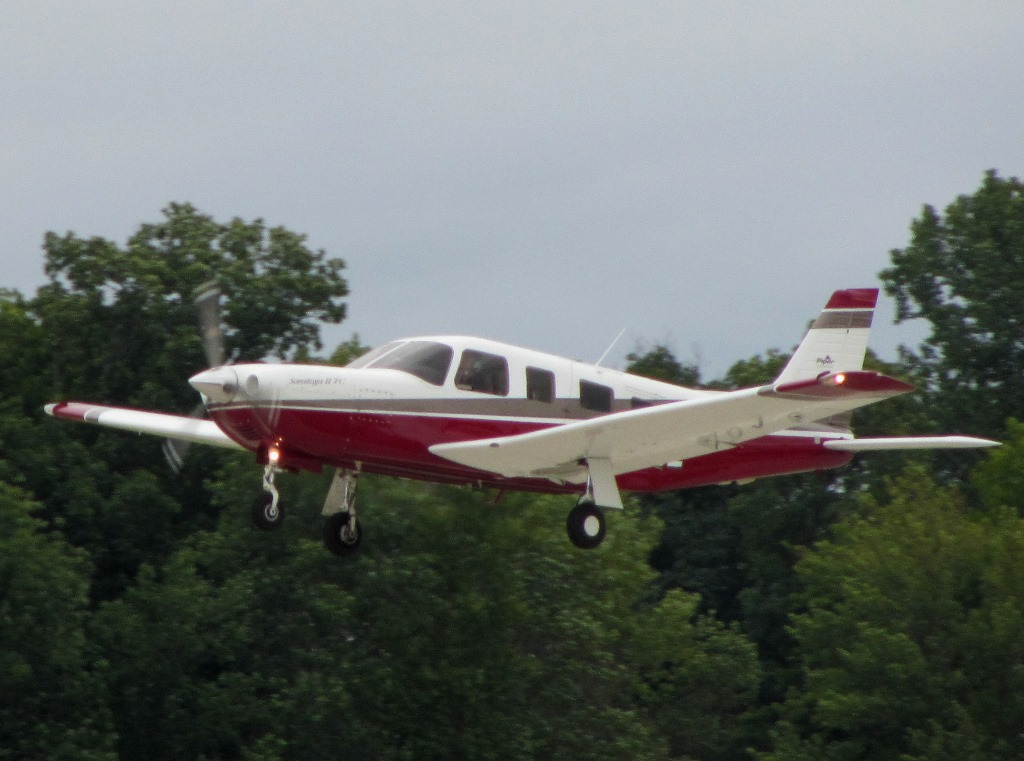
Una Piper Saratoga similar al avión accidentado.

Al segundo hijo de John Fitzgerald Kennedy y Jackie le apasionaba la aviación y tenía licencia de piloto. Por eso eligió su avioneta personal, una Piper Saratoga, como medio de transporte para dirigirse a sus mandos junto con su esposa y su cuñada, a la boda de una prima en Cape Cod, en el estado de Massachusetts, el 16 de julio de 1999. Pero el tiempo era tormentoso, y la avioneta desapareció en el Océano Atlántico cuando solo faltaban 12 kilómetros para llegar al destino. El 19 de julio, el aparato y los cuerpos fueron localizados en el fondo del océano por buzos del ejército.
La investigación oficial de la Junta Nacional de Seguridad en el Transporte (NTSB) concluyó que Kennedy fue víctima de desorientación espacial mientras descendía sobre el agua por la noche, y en consecuencia, perdió el control del avión. Kennedy no estaba calificado para volar con instrumentos, solo estaba certificado para volar bajo reglas de vuelo visual. Al momento del accidente, el clima y las condiciones de luz eran tales que todos los puntos de referencia básicos estaban oscuros, lo que dificultaba el vuelo visual, aunque legalmente estaba dentro de lo permitido.